# Volotjysk
Volotjysk (ukrainsk: Волочиськ, jiddisch: ווואָלאָטשיסק) er en lille by beliggende på den venstre bred af Zbrutj floden i Khmelnytskyj rajon, Khmelnytskyj oblast (provins) i det vestlige Ukraine. Den er vært for administrationen af Volotjysk urban hromada, en af hromadaerne i Ukraine. Befolkningstallet var ifølge folketællingen i 2001 20.958. Den nuværende befolkning er 18.474 (2021).
Byen ligger på den venstre bred af Zbrutj og har sammen med Pidvolochysk på den modsatte bred af floden i næsten 200 år været et vigtigt grænsekontrolsted mellem Rusland og landene i Centraleuropa. Volotjysk er et vigtigt transportcenter. Jernbaner og motorveje af national betydning går gennem byen.
Volotjysk ligger på Europavej E50 mellem Ternopil og Khmelnytskyj.